# Atletisme als Jocs Olímpics d'Estiu de 1924 - 10 km marxa masculina
Els 10 km marxa masculina va ser una de les proves del programa d'atletisme disputades durant els Jocs Olímpics de París de 1924. La prova es va disputar el 9, 11 i 13 de juliol de 1924 i hi van prendre part 25 atletes de 13 nacions diferents.

## Medallistes
| Or                 | Plata                | Bronze               |
| Ugo Frigerio (ITA) | Gordon Goodwin (GBR) | Cecil McMaster (RSA) |

## Rècords
Aquests eren els rècords del món i olímpic que hi havia abans de la celebració dels Jocs Olímpics de 1924.
| Rècord del Món | 45:26.4 | Aage Rasmussen  | ?              | 1918                 |
| Rècord Olímpic | 46:28.4 | George Goulding | Estocolm (SWE) | 11 de juliol de 1912 |

## Resultats

### Semifinals
Semifinal 1
La primera semifinal es va disputar el 9 de juliol de 1914. Els cinc millors de la semifinal passaven a la final.
| Posició | Atleta               | Temps   | Qual. |
| ------- | -------------------- | ------- | ----- |
| 1       | Gordon Goodwin (GBR) | 49:04.0 | Q     |
| 2       | Donato Pavesi (ITA)  | 49:09.0 | Q     |
| 3       | Harry Hinkel (USA)   |         | Q     |
| 4       | Luigi Bosatra (ITA)  |         | Q     |
| 5       | Henri Clermont (FRA) |         | Q     |
| —       | Edward Freeman (CAN) | DSQ     |       |
| —       | Ernie Austen (AUS)   | DSQ     |       |
| —       | Henk Keemink (NED)   | DSQ     |       |
| —       | Arvīds Ķibilds (LAT) | DSQ     |       |
| —       | Alfrēds Ruks (LAT)   | DSQ     |       |
| —       | Daniel Eslava (MEX)  | DSQ     |       |
| —       | Rudolf Kühnel (AUT)  | DSQ     |       |

Semifinal 2
La segona semifinal es va disputar l'11 de juliol de 1924. Després de la protesta per la seva desqualificació a Rudolf Kühnel se li va permetre disputar aquesta segona semifinal, però tornà a ser desqualificat. Els cinc millors de la semifinal passaven a la final.
| Posició | Atleta                      | Temps   | Qual. |
| ------- | --------------------------- | ------- | ----- |
| 1       | Ugo Frigerio (ITA)          | 49:15.6 | Q     |
| 2       | Cecil McMaster (RSA)        |         | Q     |
| 3       | Arthur Tell Schwab (SUI)    |         | Q     |
| 4       | Armando Valente (ITA)       |         | Q     |
| 5       | Ernie Clark (GBR)           |         | Q     |
| —       | François Decrombecque (FRA) | DSQ     |       |
| —       | Alfrēds Kalniņš (LAT)       | DSQ     |       |
| —       | Philip Granville (CAN)      | DSQ     |       |
| —       | Charles Foster (USA)        | DSQ     |       |
| —       | Gordon Watts (GBR)          | DSQ     |       |
| —       | Mihály Fekete (HUN)         | DSQ     |       |
| —       | Rudolf Kühnel (AUT)         | DSQ     |       |
| —       | Jan Plichta (TCH)           | DSQ     |       |

### Final
La final es va disputar 13 de juliol de 1924.
| Posició | Atleta                   | Temps   |
| ------- | ------------------------ | ------- |
| 1       | Ugo Frigerio (ITA)       | 47:49.0 |
| 2       | Gordon Goodwin (GBR)     | 48:37.9 |
| 3       | Cecil McMaster (RSA)     | 49:08.0 |
| 4       | Donato Pavesi (ITA)      | 49:17.0 |
| 5       | Arthur Tell Schwab (SUI) | 49:50.0 |
| 6       | Ernie Clark (GBR)        | 49:59.2 |
| 7       | Armando Valente (ITA)    | 50:07.0 |
| 8       | Luigi Bosatra (ITA)      | 50:09.0 |
| 9       | Harry Hinkel (USA)       | 50:16.8 |
| 10      | Henri Clermont (FRA)     | 51:41.6 |